# Минускульные цифры

Минускульные цифры в шрифте «Hoefler Text»

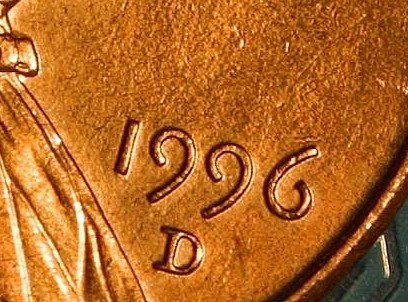
Монета в 1 цент США 1996 года чеканки. Видны выносные элементы цифр 9 и 6

Минускульные цифры (старостильные цифры, «строчные» цифры) — символы арабских цифр, по высоте близкие к строчным буквам и обладающие (кроме цифр 0, 1 и 2) верхними или нижними выносными элементами. Предназначены для использования вместе со строчными буквами в тексте для сплошного чтения.
Минускульные цифры часто отсутствуют в стандартном комплекте знаков компьютерных и металлических шрифтов. 

## История

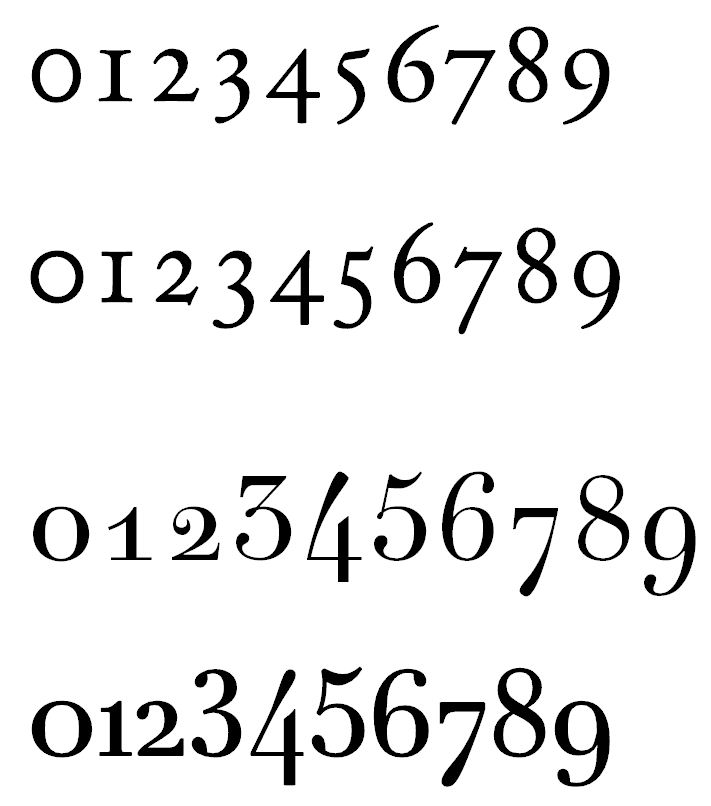
Минускульные цифры в шрифтах Adobe Garamond, Adobe Caslon, Theano Didot и Essonnes Text. Обратите внимание на верхние выносные элементы цифр 3, 4 и 5 в двух последних.

Появление минускульных цифр в европейских рукописях относится к XIII веку. 
Создатели первых наборных антикв XV-XVI вв., бравшие за образец рукописные шрифты, использовали в своих шрифтах минускульные цифры.
В начале XIX века минускульные цифры были вытеснены из большинства наборных шрифтов цифрами, имеющими равную с прописными буквами высоту — маюскульными.
В наиболее распространенной схеме цифры 0, 1 и 2 имеют высоту x и не имеют ни восходящих, ни нисходящих элементов; 6 и 8 имеют восходящие элементы; и 3, 4, 5, 7 и 9 имеют нисходящие элементы. Существуют и другие схемы; например, шрифты, вырезанные семьей типографов Дидо во Франции между концом 18го и началом 19го веков, обычно имели восходящие 3 и 5; эта форма сохранилась в некоторых более поздних французских шрифтах.
В настоящее время технология OpenType позволяет включать в один и тот же шрифт и маюскульные, и минускульные цифры. В CSS3 вид цифр можно выбрать с помощью свойства font-variant-numeric:oldstyle-nums или font-feature-settings:"onum".
Пример:

Маюскульные цифры: 1234567890; и минускульные: 1234567890